# Jasynec
Jasynec (ukrajinsky Ясинець, polsky Jasineć) je vesnice na Polesí, v územní komunitě Dubrovycja, v Sarenském rajónu, v Rovenské oblasti na Ukrajině. Obec byla založena v roce 1610. V roce 2017 zde žilo 508 obyvatel.